# ブライアン・オーガーズ・オブリヴィオン・エクスプレス
ブライアン・オーガーズ・オブリヴィオン・エクスプレス（Brian Auger's Oblivion Express）は、イングランド出身のロックバンド。
1970年、ブライアン・オーガー主宰のバンド「ザ・トリニティー」を受け継ぐ形で結成。これまでのスタイルに加え、プログレッシブ・ロックに寄ったサウンドに接近。さらにはフュージョンに連なるクロスオーバーを展開した。
一度活動停止したが、1995年にブライアンの息子、カーマや娘、アリを含むラインナップで復活し、後にもう一人の娘、サヴァンナも参加した。

## メンバー
※2018年時点

### 現ラインナップ
- ブライアン・オーガー (Brian Auger) - ハモンドオルガン、ピアノ、鍵盤楽器 (1970年 - )
- サヴァンナ・グレース・オーガー (Savannah Grace Auger) - ボーカル (1999年 - )
- デレク・フランク (Derek Frank) - ベース (2001年 - )
- カーマ・オーガー (Karma D. Auger) - ドラムス (1995年 - )

### 旧メンバー
- アレックス・リガートウッド (Alex Ligertwood) - ボーカル (1970年-1972年、1974年-1977年)
- ジム・ミューレン (Jim Mullen) - ギター (1970年-1972年)
- バリー・ディーン (Barry Dean) - ベース (1970年-1975年)
- ロビー・マッキントッシュ (Robby McIntosh) - ドラムス (1970年-1972年)
- ゴッドフリー・マクリーン (Godfrey Maclean) - ドラムス (1972年-1973年)
- レノックス・ラングトン (Lenox Langton) - コンガ (1972年-1974年、1975年-1977年)
- ジャック・ミルズ (Jack Mills) - ドラムス (1972年-1977年)
- スティーヴ・フェローン (Steve Ferrone) - ドラムス (1973年-1974年)
- アンドレ・チェッカレリ (Andre (Dede) Ceccarelli) - ドラムス (1974年)
- クライヴ・チェイマン (Clive Chaman) - ベース (1975年-1977年)
- デイヴ・ドウル (Dave Dowle) - ドラムス (1975年-1976年)
- レニー・ホワイト (Lenny White) - ドラムス (1977年)
- ホー・ヤング・キム (Ho Young Kim) - ギター (1978年-1979年)
- ポール・ジャクソン (Paul Jackson) - ベース (1978年-1979年)
- マイク・クラーク (Mike Clark) - ドラムス (1978年-1979年)

### 復活後
- アリ・オーガー (Ali Auger) - ボーカル (1995年-1999年)
- ニック・サンプル (Nick Sample) - ベース (1995年-1996年)
- クリス・クレアモント (Chris Clermont) - ギター (1995年-2001年)
- マーク・メドーズ (Mark Meadows) - ベース (1997年-2002年)
- ダン・ルッツ (Dan Lutz) - ベース (1998年-2001年)
- クリス・ウィンストン (Chris Winston) - ベース (1999年)
- アンドレアス・ゲック (Andreas Geck) - ベース (2003年)
- クリス・ゴールデン (Chris Golden) - ベース (2003年-2005年)

## ディスコグラフィ

### アルバム
- 『ブライアン・オーガーズ・オブリヴィオン・エクスプレス』 - Brian Auger's Oblivion Express (1971年)
- 『ア・ベター・ランド』 - A Better Land (1971年)
- 『セカンド・ウインド』 - Second Wind (1972年)
- 『クローサー・トゥ・イット』 - Closer to It! (1973年)
- 『ストレート・アヘッド』 - Straight Ahead (1974年)
- Genesis (1974年) ※コンピレーション
- 『ライヴ・オブリヴィオン 第1集』 - Live Oblivion, Volume 1 (1974年)
- 『リインフォースメンツ』 - Reinforcements (1975年)
- 『ライヴ・オブリヴィオン 第2集』 - Live Oblivion, Volume 2 (1976年)
- 『ハッピネス・ハートエイクス』 - Happiness Heartaches (1977年)
- 『キーズ・トゥ・ザ・ハート』 - Keys to the Heart (1987年)
- 『ヴォイセス・オブ・アザー・タイムス』 - Voices of Other Times (1999年)
- 『アイ・オブ・ザ・ワールド』 - Looking in the Eye of the World (2005年)
- 『ライヴ・アット・ザ・ベイクド・ポテト』 - Live at the Baked Potato (2005年)
- Live Los Angeles (2015年)